# Bryum speirocladum
Bryum speirocladum là một loài Rêu trong họ Bryaceae. Loài này được (Müll. Hal. ex Besch.) Müll. Hal. mô tả khoa học đầu tiên năm 1900.